# Claudiu Boaru
Claudiu Boaru (n. 10 aprilie 1977) este un fost jucător român de fotbal care a evoluat întreaga carieră la clubul Gaz Metan Mediaș. După retragerea din activitate, în 2010, a devenit antrenor al echipei secunde a clubului medieșean. Din 2012 activează ca director sportiv al acestui club.